# Bremer Filmpreis
Der Bremer Filmpreis ist ein Filmpreis für langjährige Verdienste um den europäischen Film. Seit 2021 wird er mit dem Fokus auf das humoristische und komödiantische Gesamtwerk jährlich im Rahmen des Filmfests Bremen an einen internationalen Filmkünstler verliehen.

## Geschichte
Auf Initiative des Bremer Kommunalkinos City 46 und des Medienzentrum Bremen zeichnet die Stiftung Gut für Bremen der Sparkasse Bremen seit 1999 zunächst jährlich und ab 2015 unregelmäßig Persönlichkeiten der europäischen Filmszene (Schauspieler, Regisseure, Autoren, Musiker oder Produzenten) mit dem Bremer Filmpreis aus. Der Preis war zuletzt mit 5000 Euro dotiert.
Die Auszeichnung wird am Vorabend des jährlich im Januar stattfindenden Internationalen Bremer Symposiums zum Film in festlichem Rahmen in der oberen Rathaushalle überreicht und jedes Mal von einem anderen Bremer Künstler neu gestaltet. Seit 2021 ist die Bremer Künstlerin Janina Mau für die Gestaltung des Preis „Goldener Mops“ verantwortlich.
2017 wurde zusätzlich ein Nachwuchs-Filmpreis vergeben; dieser Preisträger wurde vom Hauptpreisträger bestimmt. Seit 2021 findet die Verleihung des Bremer Filmpreises im Rahmen des Filmfest Bremen im Theater am Goetheplatz statt und wurde 2021 und 2022 von dort live gestreamt.

## Preisträger
- 1999: Bruno Ganz, Schweizer Schauspieler
- 2000: Agnès Varda, französische Regisseurin
- 2001: Tilda Swinton, britische Schauspielerin
- 2002: Marcel Ophüls, französischer Regisseur
- 2003: Karl Baumgartner, Produzent und Filmverleiher
- 2004: Kati Outinen, finnische Schauspielerin
- 2005: Jean-Pierre und Luc Dardenne, belgische Regisseure, Drehbuchautoren und Produzenten
- 2006: Ken Loach, britischer Regisseur und Drehbuchautor
- 2007: Bettina Böhler, deutsche Filmeditorin
- 2008: Lars von Trier, dänischer Regisseur
- 2009: Nina Hoss, deutsche Schauspielerin
- 2010: Ulrich Seidl, österreichischer Regisseur, Drehbuchautor und Produzent
- 2011: Alberto Iglesias, spanischer Komponist
- 2012: Caroline Champetier, französische Kamerafrau
- 2013: Béla Tarr, ungarischer Regisseur
- 2014: Sylvie Testud, französische Schauspielerin, Regisseurin und Autorin
- 2015: Ruth Waldburger, Schweizer Filmproduzentin
- 2017: Naum Kleiman, russischer Filmhistoriker
- 2021: Hape Kerkeling, deutscher Komiker[3]
- 2022: Aki Kaurismäki, finnischer Regisseur[4]
- 2023: Maria Schrader, deutsche Schauspielerin, Regisseurin und Drehbuchautorin
- 2024: John Malkovich, US-amerikanischer Schauspieler und Filmproduzent
- 2025: Stephen Frears, britischer Regisseur und Filmproduzent[5]

## Nachwuchspreisträger
- 2017: Felix Lenz, deutscher Filmwissenschaftler und Lehrbeauftragter an der Universität Bamberg

## Designer des jeweiligen jährlichen Preises
- 1999: Jack Kraska
- 2000: Marikke Heinz-Hoek
- 2001: Astrid Küwer
- 2002: Isolde Loock
- 2003: Dieter Begemann
- 2004: Kirsten Brünjes
- 2005: Mechtild Böger
- 2006: Elke Priess
- 2007: Benjamin Blanke

- 2017: Gertrud Schleising

- Seit 2021: Janina Mau